# Afroedura tembulica
Espèce
Synonymes
- Oedura tembulica Hewitt, 1926

Afroedura tembulica est une espèce de geckos de la famille des Gekkonidae.

## Répartition
Cette espèce est endémique du Cap-Oriental en Afrique du Sud.

## Publication originale
- Hewitt, 1926 : Descriptions of new and little-known lizards and batrachians from South Africa. Annals of the South African Museum, vol. 20, p. 413-431 (texte intégral).